# Återställande av försutten tid
Återställande av försutten tid är ett extraordinärt rättsmedel. Det innebär, som själva namnet antyder, att part, som underlåtit att inom föreskriven fatalietid överklaga ett domstolsbeslut, får ny tid för detta beviljad. Det kan i regel bara beviljas, om den underlåtande parten kan visa att han har haft laga förfall.
Bestämmelser om återställande av försutten tid finns i 58 kap. 11-13 §§ rättegångsbalken för de allmänna domstolarna. En ansökan om återställande av försutten tid beträffande ett avgörande av en hovrätt görs hos Högsta domstolen, medan en sådan ansökan avseende ett avgörande av en tingsrätt görs i hovrätten. En sådan ansökan ska ha kommit in inom tre veckor från det att förfallet upphörde, dock senast inom ett år från det att tiden att överklaga gick ut. Om en ansökan om återställande av försutten tid bifalls, får sökanden ny tid på sig att överklaga avgörandet.
För ärende i förvaltningsdomstol har förvaltningsprocesslagen 37 c § samma funktion.  
Återställande av försutten tid är inte det samma som resning. Resning kan en part få om nya sakomständigheter har framkommit som gör troligt att utslaget i ett ärende hade blivit ett annat, om de då hade varit kända.